# Dziwnów
Dziwnów é um município da Polônia, na voivodia da Pomerânia Ocidental e no condado de Kamień. Estende-se por uma área de 4,97 km², com 2 708 habitantes, segundo os censos de 2016, com uma densidade de 544,9 hab/km².